# سنگ جادو

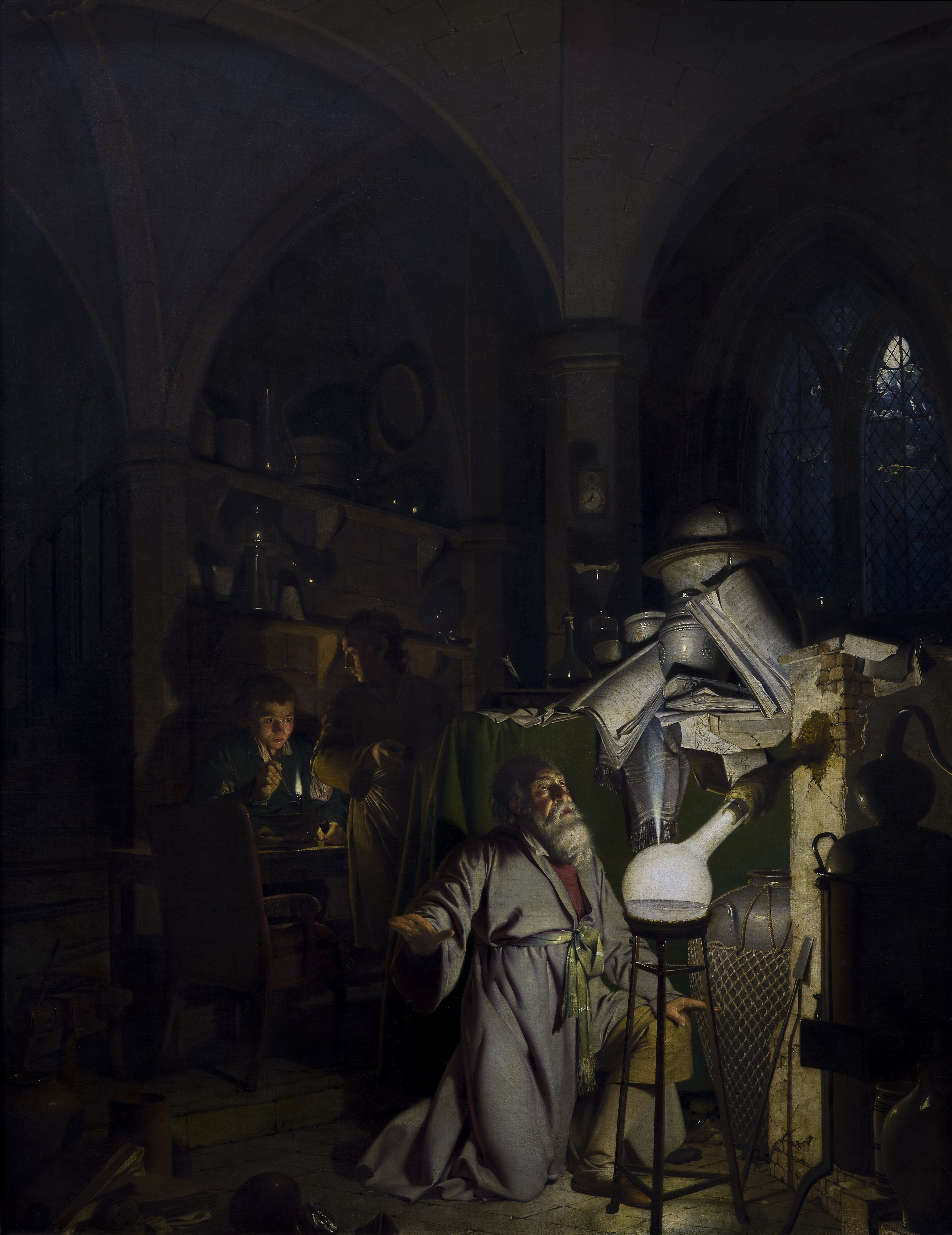
کیمیاگران در جستجوی «سنگ جادو»

سنگ جادو، سنگ فلاسفه، حجر الفلاسفه، سنگ حکما، یا حَجرٌ ََلیسَ یحجر، جسمی بوده‌است که به‌وسیله آن اجسام کم‌ارزش را به اجسام پرارزش تبدیل می‌کردند. این جسم لزوماً سنگ نیست.
سنگ فلاسفه چیزیست که به سختی سنگ و انعطاف‌پذیری موم باشد و ابزاری افسانه ای در کیمیاگری است که تصور می‌شده می‌تواند فلزات پایه را به طلا تبدیل کند. همچنین گاه اینگونه تصور شده که آب حیات باشد، که برای بازجوانی و احتمالاً دست‌یابی به انوشگی (نامیرایی) کاربردی بوده‌است.
سنگ جادو برای مدتی طولانی جُستنی‌ترین هدف در کیمیای غرب بوده‌است. در نگر کیمیاگرانی چون آیزاک نیوتون و نیکلاس فلامل دست‌یابی به «سنگ جادو» می‌تواند برای سازنده‌اش روشنگری به ارمغان آورد و به عنوان یک شاهکار برشمرده شود.